# Коссович Петро Самсонович
Коссович Петро Самсонович (* 28 вересня 1862, м. Горки, нині Могильовська область, Білорусь — † 26 серпня 1915, Сестрино, Смоленська губернія, Російська Імперія) — агрохімік і ґрунтознавець.

## Біографія
Освіту здобув на фізико-математичному факультеті МДУ, який закінчив 1887 року. Того ж року вступив до Петровської землеробської і лісової академії, яку також успішно закінчив 1889. З 1891 до 1894 працював рядовим співробітником МДУ.
1897 — організував сільськогосподарську хімічну лабораторію для вивчення агрохімічних властивостей ґрунтів Російської Імперії, а також Бюро з ґрунтознавства і землеробства.
1900 — переїжджає в Петербург, де 1902 року стає професором Петербурзького лісового інституту. З 1905 по 1907 і з 1908 по 1911 двічі на рік обирався на посаду директора Петербурзького лісового інституту.
У 1900 заснував «Журнал дослідної агрономії» (виходив до 1931).
З 1911 — пішов на пенсію, після чого переїхав до маєтку Сестрино, де і провів решту свого життя.
Помер 26 серпня 1915 року в Сестрино, де й похований.
Написав підручник «Короткий курс загального ґрунтознавства» (1916). Еволюцію ґрунтів розглядав у зв'язку зі зміною умов ґрунтотворного процесу. Розвивав мінерально-хімічний напрямок у ґрунтознавстві, недостатньо враховуючи роль рослинності в утворенні ґрунтів. Слідом за В. Докучаєвим і Сибірцевим, Коссович розробив оригінальну схему ґрунтової класифікації. Написав працю «Ґрунтоутворення і ґрунтові класифікації».
1. ↑  Гончаров Н. П. Государственная организация аграрной науки в России (К 175-летию РАСХН), State Agrarian Science in Russia (On the 175th anniversary of the Russian Academy of Agricultural Sciences) // Историко-биологические исследования — 2012. — Т. 4, вып. 3. — С. 10–33. — ISSN 2076-8176; 2500-1221